# Cung-li ja-men

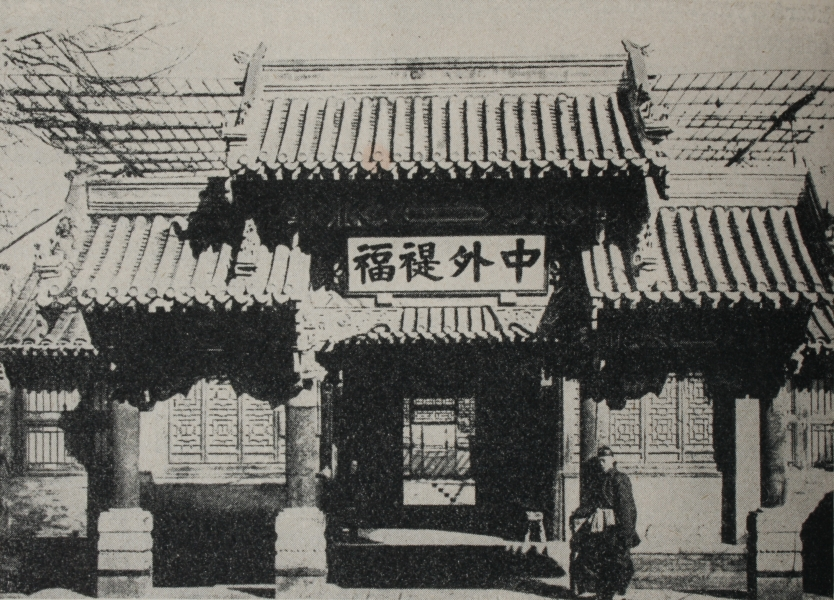
Budova úřadu

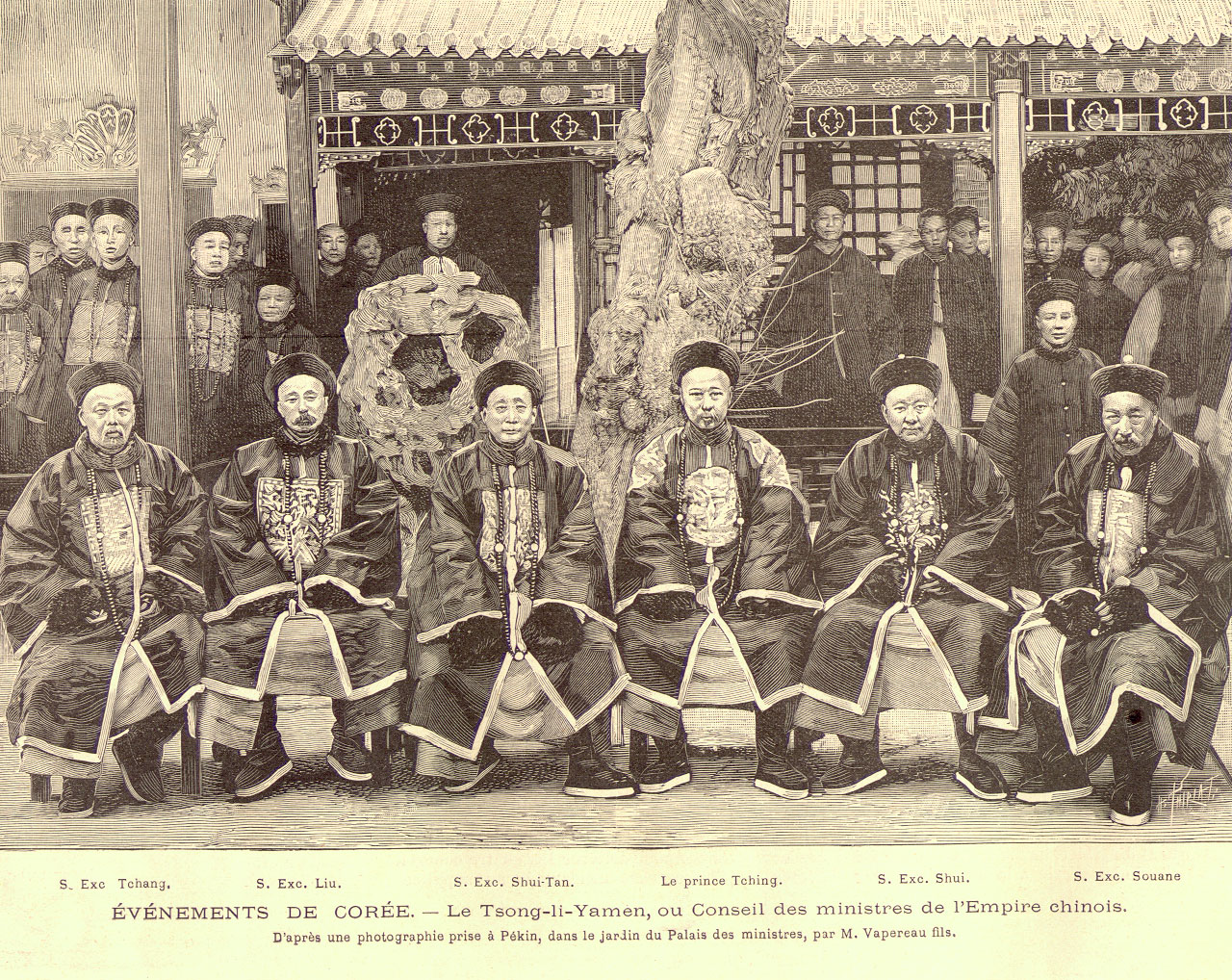
Společná fotografie úředníků v roce 1894

Cung-li ja-men (čínsky pchin-jinem Zongli Yamen, znaky zjednodušené 总理衙门, tradiční 總理衙門) byl úřad, který byl zodpovědný za zahraniční politiku čínského císařství v pozdním období dynastie Čching. Založil jej v roce 1861 princ I-sin v rámci reakcí na uzavření Pekingské smlouvy; do té doby byly zahraniční vztahy starostí zejména ministerstva obřadů a ministerstva závislých držav. Zrušen byl v roce 1901, kdy bylo pro zahraniční vztahy založeno ministerstvo zahraničí.
Úřad sídlil v chu-tchungu Tung-tchang-c' v tehdejší Diplomatické čtvrti v Pekingu. Skoro všechny jeho budovy se dochovaly do moderní doby a leží v moderním obvodě Tung-čcheng.